# Pseudorchestoidea mexicana
Pseudorchestoidea mexicana is een vlokreeftensoort uit de familie van de Talitridae. De wetenschappelijke naam van de soort is voor het eerst geldig gepubliceerd in 1982 door Bousfield.